# 慾望迷城
《解構生活》（英語：Breaking and Entering）是2006年的一部浪漫電影，由裘德·洛和茱麗葉·畢諾許主演。這部電影收到了不少的負面評價。

## 外部連結
- 官方网站
- 互联网电影数据库（IMDb）上《Breaking and Entering》的资料（英文）
- AllMovie上《Breaking and Entering》的资料（英文）
- Box Office Mojo上《Breaking and Entering》的資料（英文）
- Breaking and Entering's ensemble cast[永久] at TIFF（英语：2006 Toronto International Film Festival）, by Andrea Miller /CANOE Live